# António Parreira Luzeiro de Lacerda
António Parreira Luzeiro de Lacerda (Santiago do Cacém, 1822 - 1882) foi um lavrador e autarca português.
Grande proprietário e lavrador em Santiago do Cacém, foi presidente da Câmara Municipal e provedor da Misericórdia (1851, 1856, 1860-1862) dessa localidade do Alentejo. Foi comendador da Ordem de Nossa Senhora da Conceição de Vila Viçosa (1869)